# Fiumefreddo di Sicilia

Ubicació de Fiumefreddo di Sicilia dins la província

Fiumefreddo di Sicilia (sicilià Ciumifriddu) és un municipi italià, dins de la ciutat metropolitana de Catània. L'any 2006 tenia 9.716 habitants. Limita amb els municipis de Calatabiano, Mascali i Piedimonte Etneo.

## Administració
| Període | Identitat           | Partit        |
| ------- | ------------------- | ------------- |
| 2007-   | Sebastiano Nucifora | Llista cívica |